# Colonia 3 de Mayo, Tlaquiltenango
Colonia 3 de Mayo är en ort i Mexiko.   Den ligger i kommunen Tlaquiltenango och delstaten Morelos, i den sydöstra delen av landet, 90 km söder om huvudstaden Mexico City. Colonia 3 de Mayo ligger 960 meter över havet och antalet invånare är 733.
Terrängen runt Colonia 3 de Mayo är kuperad åt sydost, men åt nordväst är den platt. Terrängen runt Colonia 3 de Mayo sluttar västerut. Runt Colonia 3 de Mayo är det tätbefolkat, med 319 invånare per kvadratkilometer. Närmaste större samhälle är Tlaquiltenango, 1,2 km väster om Colonia 3 de Mayo. I omgivningarna runt Colonia 3 de Mayo växer huvudsakligen savannskog.